# Économie de l'Union soviétique
Pour la période antérieure à 1928, voir : NEP. Pour la période postérieure à 1991, voir notamment économie de la Russie.
 (septembre 2009).
Si vous disposez d'ouvrages ou d'articles de référence ou si vous connaissez des sites web de qualité traitant du thème abordé ici, merci de compléter l'article en donnant les références utiles à sa vérifiabilité et en les liant à la section « Notes et références ».
L'économie de l'Union soviétique était basée sur la propriété étatique et la planification centralisée. 
Si l'Empire russe était à la veille de la révolution d’Octobre une économie archaïque largement dominée par les capitaux étrangers, l'Union soviétique est devenue au XXe siècle une puissance économique majeure. De 1928 à 1991, le développement économique fut guidé par une série de plans quinquennaux. L'Union soviétique devint une des trois premières économies productrices d'un grand nombre de produits industriels, mais restait en retard dans les domaines de l'industrie légère et des biens de consommation.

## L'économie à la veille de la révolution
Dans les années précédant la guerre et la révolution, l'économie russe connut un essor important, avec un taux de croissance industrielle dépassant les 5 % par an entre 1885 et 1913. 
La Russie est alors le premier pays producteur et exportateur de céréales, en bonne place pour d'autres produits (lin, bétail notamment). Pourtant, la production reste médiocre au regard de l'importance de la population et de la superficie du territoire. Les rendements à l'hectare sont faibles, à peine plus de la moitié de ceux des pays occidentaux.
Malgré les progrès industriels, l'économie dans son ensemble reste archaïque, et reste loin derrière celle des pays industrialisés. La valeur de la production industrielle est en 1913 deux fois et demi inférieure à celle de la France, six fois moins que celle de l'empire allemand, ou quatorze fois moins que celle des États-Unis. Le pays produit seize fois moins de charbon que les États-Unis, neuf fois moins que la Grande-Bretagne, six fois moins que l'Allemagne.
La pénurie de transport paralyse toute tentative de modernisation économique. Pour cent kilomètres carrés, l'Allemagne dispose de 11 km de voies ferrées, la France d'environ 8 à 9 km et la Russie (Sibérie exclue) de 400 m.
Le pourcentage de terres détenues par la noblesse est passé de 96,3 % en 1867 à un peu plus de 55 % en 1906, il existait encore 159 domaines de plus de 50 000 dessiatines.
Le PIB par habitant est alors inférieur à celui de la Hongrie ou de l'Espagne de l'époque, et environ un quart de celui des États-Unis. 
Surtout, le pays est dominé par les capitaux étrangers bien que ceux-ci soient en recul relatif: en 1914, le capital russe contrôle 51 % de l’économie nationale contre 35 % en 1905. Les seuls capitaux français possèdent 60 % de la production russe de fonte, 51 % de celle de charbon, 55 % des banques de Petrograd.

## L’organisation économique
L'économie soviétique était gérée par le Gosplan (la Commission de Planification d'État), la Gosbank (la Banque d'État) et le Gossnab (Commission d'État pour la fourniture en Matériaux et Équipements).

### Le Gosplan
Combinant les objectifs larges donnés par le Conseil des ministres avec les données fournies par les niveaux administratifs inférieurs concernant l'état de l'économie, le Gosplan donnait, par essai et erreurs, un ensemble d'objectifs du plan préliminaires. Parmi plus de vingt comités d'État, le Gosplan était à la tête de l'appareil de planification du gouvernement et était de loin l'agence la plus importante de l'administration économique. La tâche des planificateurs était d'équilibrer les ressources et les besoins pour s'assurer que les entrées nécessaires étaient fournies pour les sorties planifiées. L'appareil de planification seul était une vaste organisation constituée de conseils, commissions, officiels gouvernementaux, etc. chargés de l'exécution et de la surveillance de la politique économique.
L'agence de planification d'État était subdivisée en ses propres départements industriels, tels que charbon, fer ou construction de machines. Elle possédait aussi des départements transversaux tels que la finance. À l'exception d'une brève expérience avec la planification régionale pendant la période Khrouchtchev dans les années 1950, la planification soviétique était faite de manière sectorielle plutôt que régionale. Les départements de l'agence de planification d'État assistaient le développement d'un ensemble complet de cibles du plan en accord avec les besoins d'entrée, un processus impliquant une négociation entre les ministères et leurs supérieurs.

### Ministères
Les ministères économiques jouaient un rôle clé dans la structure de l'organisation soviétique. Chaque ministère englobait l'ensemble d'un secteur productif, et gérait les entreprises et les groupes d'entreprises de ce secteur.

### Les entreprises
Les entreprises en URSS étaient plus que de simples lieux de travail. Elles étaient responsables d'un large éventail de fonctions de protection sociale ; elles géraient la construction et l'entretien de logements pour leurs employés, d'infrastructures de santé, de loisirs, d'instruction, etc.
Chaque entreprise avait un nom, un compte à la Gosbank, et un directeur responsable de la réalisation du plan. Sa capacité d'investissement était limitée par le plan.
Les grandes entreprises offraient généralement plus d'avantages sociaux et de sécurité que les entreprises plus petites.
La grande entreprise est divisée en départements : ateliers, administration, bureaux d'études, approvisionnement, planification, regroupés sous l'autorité du directeur général.
À la différence des entreprises occidentales, les entreprises soviétiques étaient constituées en général d'un seul site de production. D'où la relative prédominance, dans le tissu industriel, de grandes usines, et la faiblesse relative du nombre des PME.

### Les formes de propriété
Outre la propriété d’État, prédominante, il existait plusieurs autres formes juridiques de propriété des moyens de production dites « collectives » telles que le kolkhoze et la coopérative.
Les formes les plus courantes de propriété coopérative étaient les coopératives d'habitation (жилищные кооперативы) dans les zones urbaines, les coopératives de consommateurs (потребительская кооперация, потребкооперация), et les sociétés de consommateurs ruraux (сельские потребительские общества, сельпо).
Le droit soviétique faisait la distinction entre la propriété privée (частная собственность, chastnaya sobstvennost) et la propriété personnelle (личная собственность, lichnaya sobstvennost). La première concernait la propriété individuelle de moyens de production, qui avait été abolie, alors que la seconde décrivait la possession personnelle.

### L'économie souterraine
L'économie souterraine dans le secteur secondaire se développe massivement. De grands ateliers voire industries totalement illégaux se sont mis à massivement produire des biens de consommation très demandés dans un but de profitabilité privée : cela va de la production d'alcool à la réparation de voitures. D'après Jacques Sapir, spécialiste de l'économie russe, le travail officiel des travailleurs n'était pratiquement plus qu'une couverture légale pour pouvoir illégalement travailler dans ces entreprises. Le tiers des actifs aurait un deuxième travail plus ou moins légal, où ils gagnent un salaire du double au triple de celui dans une entreprise officielle. Jacques Sapir considère même que cette économie souterraine a permis de rendre acceptable la situation de pénurie permanente en URSS pour les travailleurs. Cette situation était connue de tous en URSS, mais les pouvoirs publics n'ont pas fait grand chose pour lutter contre cette économie souterraine.

## Industrie
L'industrie était entièrement nationalisée depuis la révolution d'Octobre.
En 1928, 61 % de la production industrielle concerne les biens de consommation et 30 % les biens d'équipement. 
Rattraper les nations industrielles du monde fut un objectif majeur de Staline. L’industrie devint focalisée à partir de cette date et avec le développement de la planification sur la production lourde : métallurgie, machines, industrie chimique, etc. Dans la terminologie soviétique, il s'agissait des « biens du groupe A », ou « moyens de production ». Cette stratégie était basée sur la nécessité reconnue d'une industrialisation et d'une modernisation très rapide de l'URSS. Le taux d'investissement était très élevé dans ces secteurs.

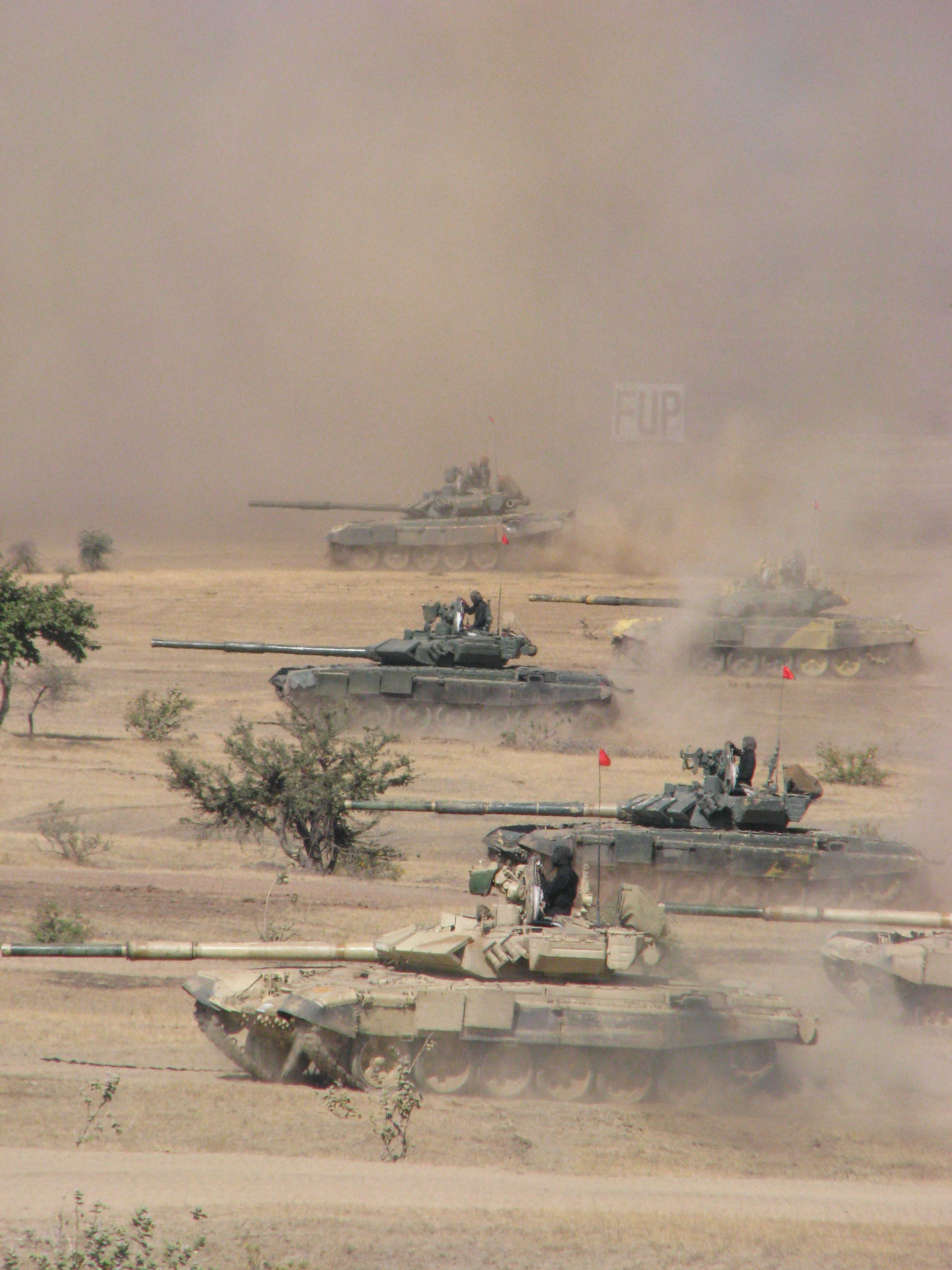
Chars T-90 équipant l'armée indienne, en manœuvre en décembre 2008.

Après la mort de Joseph Staline en 1953, les biens de consommation (« bien du groupe B ») reçurent plus d'attention mais en 1956, 29 % de la production concernent les biens de consommation contre 71 % pour les biens d'équipement. 
Avec l’effort de guerre et l’industrialisation intensive, un très puissant complexe militaro-industriel se mit en place. Il comprenait la production d’armes mais aussi l’ensemble de l’industrie lourde. Ce secteur économique était privilégié : les travailleurs avaient plus d’avantages sociaux et les dirigeants avaient plus d’influence politique. Il représentait plus de 14 millions d'employés avec 6 000 entreprises.
L'industrie de défense proprement dite absorbait 20 % du revenu national, 8 % du produit intérieur brut et 47 % des dépenses publiques pour les besoins de l'Armée rouge. La production d’armes soviétiques était la plus importante au monde. Ainsi, en 1981, on comptait 2 500 chars, 3 500 canons, 1 700 avions de combat, 750 hélicoptères, 9 sous-marins, 475 missiles balistiques (IRMB, ICBM).

## L’agriculture
En 1928, avec le premier plan quinquennal, le pouvoir soviétique remet en chantier la collectivisation soviétique de l'agriculture qui avait été suspendue entre 1921 et 1927, durant la mise en œuvre de la Nouvelle politique économique (NEP). Cette collectivisation réorganise la production agricole en instaurant le kolkhoze comme unité de base avec les fermes d'État (sovkhozes). Elle implique l'expropriation du monde paysan et notamment des plus « riches » d'entre eux, les koulaks. Les kolkhozes étaient des entreprises agricoles détenues et gérées par un ensemble de paysans propriétaires des outils de production, mais non du sol, propriété de l'État. La terre était mise à disposition perpétuelle des kolkhoziens. Les paysans cultivaient en commun la terre, vendaient la production à l'État et se partageaient les profits. Ils disposaient en outre d'un lopin de terre individuel (0,25 à 0,5 hectare qui furent autorisés en 1935).
Les sovkhozes étaient des grandes entreprises agricoles d'État. Les travailleurs y étaient des ouvriers agricoles. Dans les kolkhozes et les sovkhozes il y avait une pratique pour échanger les champs individuels avec les champs collectifs. Il y avait un nombre extrêmement petit de fermes individuelles restantes (khutor, хутор), situés dans des zones rurales isolées dans les pays baltes, l'Ukraine, la Sibérie et les régions cosaques.
Le résultat de cette collectivisation et des bouleversements qu'elle provoque dans le monde paysan et dans les capacités de production alliés aux aléas climatiques de ces années sont les famines soviétiques de 1931-1933 dont le nombre total de victimes oscillent entre 6,, et 8,,, millions de personnes. Pendant ce temps, le gouvernement (exerçant le monopole du commerce extérieur qu'il avait institué au début des années 1920) exportait quelque quatre millions de tonnes de céréales pour payer les importations massives de machines, y compris les tracteurs.
La planification et le travail agricole en 1932 se sont déroulés dans des conditions bien pires qu'en 1931, avec de graves pénuries et des famines dans de nombreuses régions. Afin de faire face à ces pénuries, les lois de mai 1932 légalisent le commerce privé (après trois ans d'incertitude) et on voit un assouplissement des politiques. Néanmoins, les agriculteurs ne réalisent pas les plans de semis et la récolte diminue même par rapport à celle de 1931 en raison d'un mélange complexe de catastrophes naturelles et de mauvaise gestion. Les dirigeants soviétiques refusant de croire qu'une autre catastrophe comme celle de 1931 puisse se reproduire, poursuivent leur politique avec un plan d'achat modérément réduit. La mise en œuvre de ce plan provoqua une lutte acharnée entre le régime et les paysans, parallèlement à un déclin catastrophique des approvisionnements alimentaires pour les villes.
Au début de 1933, les autorités à tous les niveaux recevaient des rapports constants sur une famine massive. Les paysans fuient leur foyer pour chercher de la nourriture et survivre, et les autorités ont promulgué plusieurs autres lois visant à empêcher ce mouvement, y compris des sanctions sévères pour forcer les paysans des régions céréalières du sud, les plus durement touchés par la famine à retourner chez eux. Le régime s'engagea à planifier et à guider le travail agricole en apportant une aide considérable, mais insuffisante, à la nourriture, aux semences et au fourrage, et dépêcha plus de 20.000 ouvriers industriels, tous membres du Parti communiste, pour éliminer l'opposition dans les fermes collectives et les mobiliser pour l'année. Le résultat, malgré les conditions horribles, fut une récolte très réussie en 1933 qui mit fin à la famine dans la plupart des régions. 
A la sortie de la Seconde Guerre Mondiale, l'URSS qui a perdu 26 millions de personnes est un ensemble de pays exsangues et frappés par les destructions dues aux actions de la Wehrmacht et aux méthodes de l'Armée Rouge. La famine réapparait faisant 1 millions de morts. Le pouvoir russe pour lequel la conquête de l'arme atomique est indispensable, ne ravitaille par les villes et recollectivise 10 millions d'hectares reprivatisés par les paysans pendant le conflit. La loi de 1947, comme la loi des épis de 1932, punit de prison tout vol dans les Kolkhozes. 
En 1953, le rendement par hectare est au niveau de celui de 1913. Un intense travail de réformes agricoles et du défrichage de nouvelles terres vierges avec 42 millions d'hectares au nord du Kazakhstan est entrepris sous Kroutchev.  
En 1955, un plan pour rattraper les Etats-Unis en 7 ans sur la production laitière et l'élevage, est lancé. Néanmoins, l'URSS est obligée d'importer 10 millions de tonnes de céréales en 1963, suite à des récoltes catastrophiques, conséquences directes de la collectivisation decidée et réalisée sous Staline. En effet, le fonctionnement économique moins souple et dynamique ou le complexe militaro industriel soviétique accapare 20 % des ressources de la richesse intérieure sans retombées dans le domaine civil dans un contexte accru de guerre froide, a accentué le sacrifice du secteur des services et de l'agriculture. Le bien être être de la population a été sacrifié à la course aux armements. 
Le plan quinquennal de 1976-1980 transféra des ressources à l'agriculture et 1978 connut des récoltes record. Le coton, les betteraves à sucre, les pommes de terre, et le lin étaient aussi des cultures importantes obtenues toutefois au prix de graves conséquences écologiques comme la dégradation du fleuve Ob, du lac Baïkal ou encore l'assèchement de la Mer d'Aral dont le cours des rivières l'alimentant, avaient été détournés au profit de la culture extensive du coton. 
Cependant, en dépit d'immenses ressources territoriales, d'une mécanisation extensive, des industries chimiques, et d'une grande force de travail rurale, l'agriculture soviétique était relativement improductive, entravée dans de nombreuses zones par le climat (seulement 10 % du territoire de l'URSS était cultivable), et une mauvaise productivité du travail. Dans les années 1930, l’agriculture, réserve de main-d’œuvre et source d'excédents, était au service de l’industrialisation. L’État réquisitionnait des céréales pour l’exportation et l’approvisionnement des villes. Cela entraîna la famine dans les campagnes en 1932-1933, aggravée par la politique stalinienne.
À partir de 1972, avec des rendements de l'ordre de 15 quintaux / hectare, gravement déficitaire d'un point de vue agricole,  soit 1/4 du rendement des productions agricoles occidentales, et 50% de celui des pays du Bloc de l'Est, l'URSS va devoir importer jusqu'à 40 millions de tonnes de céréales par an du Canada et des États-Unis en raison de graves déficiences de production du également au primat donné à l'idéologie politique au détriment de la rigueur scientifique en agriculture (comme le démontre le courant du Lyssenkisme). Le rationnement est réintroduit dans les centres urbains de taille moyenne.
Les historiens M. Heller et A. Nekrich se sont notamment penchés sur la performance des fermes collectives soviétiques. Les auteurs rapportent qu'en 1979, 28 % de la production agricole soviétique provenait de petites parcelles de particuliers, qui représentaient moins de 1 % des terres cultivées. Une preuve, selon eux, de l'inefficacité des fermes collectives.

## Secteur primaire
L'URSS dispose d'abondantes ressources naturelles réparties inégalement sur son immense territoire de 22 millions de kilomètres carrés.
Au niveau pétrolier, jusqu'aux années 1950, ses puits de pétrole étaient concentrés en Azerbaïdjan qui fournit, en 1942, 90 % du brut soviétique. 
L'offensive allemande dans le Caucase en 1942 entraîne la destruction des puits de Maïkop et de Grozny, et le démontage d'un partie des raffineries de Bakou entraînant une chute de 40 % de la production de pétrole.
- 1940 : 31,3 millions de tonnes de pétrole
- 1941 : 33
- 1942 : 22
- 1943 : 18
- 1944 : 18,3
- 1945 : 19,4

## Les transports

### Transport ferroviaire
Rail transport in the Soviet Union (en)
L'économie et la vie sociale de l'URSS dépendaient fortement du transport ferroviaire, non seulement pendant la guerre civile et la Seconde Guerre mondiale, mais aussi pendant la phase de l'industrialisation et des plans quinquennaux. Au cours de la période soviétique, le fret ferroviaire a été multiplié par 55 par rapport à celui de l'Empire russe en 1913, le trafic de passagers par 10 et la longueur du réseau ferroviaire a presque doublé. Le réseau soviétique atteignait 147 400 kilomètres dont 53 900 étaient électrifiés.

## La planification
En 1928, sous la tutelle de Staline, la NEP fut abandonnée et un système complexe de planification quinquennale fut développé. Jusqu'à la fin des années 1980 et le début des années 1990, lorsque les réformes économiques soutenues par Mikhaïl Gorbatchev introduisirent des changements importants dans le système traditionnel (voir Perestroïka), l'allocation des ressources était dirigée par un appareil de planification plutôt que par le jeu des forces du marché.
Le Comité Central du PCUS et plus particulièrement son Bureau Politique, donnait les lignes générales de la planification. Le Politburo déterminait la direction générale de l'économie sur la base des indicateurs de contrôle (objectifs préliminaires), des projets d'investissement majeurs, et de la politique économique générale. Ces directives étaient soumises comme rapport du Comité Central au Congrès du PCUS pour y être approuvées. Les périodes des plans quinquennaux coïncidaient avec celles séparant les Congrès du PCUS.
La liste des priorités pour le plan quinquennal était ensuite transmise au Conseil des ministres, le gouvernement de l'URSS. Le Conseil était composé de ministres industriels, de présidents de divers comités d'État, et de présidents d'agences avec statut ministériel. Ce comité était au sommet d’une vaste administration économique, comprenant l'appareil de planification d'État, les ministères industriels, les trusts (niveau intermédiaire entre les ministères et les entreprises), et finalement les entreprises d'État. Le Conseil des Ministres élaborait ses directives et les envoyait au Gosplan, qui rassemblait les données sur le Plan.
Le Gosplan définissait des objectifs et les transmettait aux ministères économiques, qui détaillaient les parties du plan correspondantes et diffusaient les données aux entreprises subordonnées (besoins en main d’œuvre, en matières premières, agenda de production, tous les prix de gros et presque tous les prix de détail). Les planificateurs effectuent des enquêtes régulières pour connaître les besoins de la population (en 1967, 62 000 familles sondées).
Les entreprises devaient développer des plans plus détaillés, couvrant tous les aspects de leurs opérations, afin qu'elles puissent juger de la faisabilité des objectifs. Une intense phase de négociation suivait. Les directeurs d'entreprises et même les ouvriers participaient souvent au processus de planification à ce niveau. Selon des rapports soviétiques, environ 110 millions de travailleurs soviétiques prenaient part aux discussions dans la période finale de la planification d'État à la fin des années 1980 et au début des années 1990 (même si cela se limitait le plus souvent au tamponnage de déclarations préparées pendant d'immenses réunions préparatoires où ils ne disposaient pas de marges de manœuvre).
Les plans des entreprises étaient ensuite renvoyés aux ministères pour vérification. Cela impliquait une intense négociation, toutes les parties cherchant à faire correspondre au mieux les objectifs et les ressources avec leurs intérêts.
Après ce processus, le Gosplan centralisait les estimations révisées. Le plan révisé était ensuite envoyé au Conseil des Ministres, au Politburo et au Secrétariat du Comité Central pour approbation. Le Conseil des Ministres soumettait le Plan au Soviet suprême et le Comité Central soumettait le plan au Congrès du Parti, pour une l’approbation finale. Dès lors, le plan devenait loi.
Les objectifs finaux étaient enfin distribués à tous les secteurs économiques concernés. La mise en œuvre commençait à ce moment. C’étaient les directeurs d’entreprises qui en avait surtout la responsabilité. Les différents objectifs de l'entreprise étaient souvent incompatibles. Il devait donc faire des choix et privilégier certaines priorités. L'avancement du directeur dépendait grandement de son aptitude à réaliser le plan.
De 1928 à 1965, l'économie soviétique est marquée par une planification de l'ensemble de la production, Jacques Sapir considère que cette planification a provoqué une situation de méfiance permanente entre les entreprises et les planificateurs : « Les directions des entreprises sous-estiment leurs capacités et surestiment leurs besoins afin de pouvoir accomplir le plus facilement possible les objectifs qui leur seront assignés. De leurs côtés, les organes de planification font l'inverse, sachant que les directeurs trichent en remettant des fausses observations. Ce jeu devient obligatoire (car un directeur "honnête" sera pénalisé) et les informations économiques qui remontent vers le "centre" sont toutes suspectes. »

## L'emploi
Quatre jours après l'avènement du pouvoir bolchevik lors de la Révolution d'Octobre, « un décret établit la journée de 8 heures et la semaine de 48 heures, instaure des limites au travail des femmes et des jeunes, et interdit le travail des enfants de moins de 14 ans. Les 11, 22 et 24 décembre 1917, toujours par décrets, est prévue la mise en place d'une assurance sociale contre la maladie et le chômage. » Mais ces décrets sont peu appliqués : la guerre civile et le communisme de guerre conduisent à l'obligation de travailler (inscrite dans le premier code du travail de 1918), si ce n'est à la mobilisation forcée de la main-d’œuvre. L'introduction de la Nouvelle politique économique change progressivement la perspective, avec un retour au système salarial d'embauches et licenciements.
Dans les années 1920, le chômage est reconnu et calculé par diverses sources en URSS, avant que sa disparition ne soit décrétée à l'automne 1930, à un moment où se pose un problème de pénurie de main-d’œuvre dans un contexte d'industrialisation rapide. Néanmoins, le chômage atteint environ 10 % de la population active dans les années 1926-27. La reconnaissance du chômage ne reviendra qu'à l'effondrement de l'URSS. La fin de la NEP et les années 1930 inaugurent une planification centrale de l'emploi.
La plupart des ouvriers et des spécialistes sont recrutés soit par les entreprises, soit par un bureau central de l'emploi dans les grandes villes. Du fait de l'absence officielle de chômage, la concurrence entre les entreprises pour l'embauche est forte sur le marché de l'emploi. Dans les années 1960-1970, la mobilité des travailleurs est importante : un sur cinq change d'emploi chaque année. La grève est interdite, mais l'absentéisme est très répandu.
L'article 40 de la Constitution de 1977 (la dernière de l'URSS) entend garantir le plein emploi :
« Les citoyens de l'URSS ont le droit au travail (c'est-à-dire à un emploi garanti et à une rémunération en proportion de la quantité et de la qualité de leur travail, et pas en dessous du minimum établi par l'État), y compris le droit de choisir leur métier ou profession, le type d'emploi et de travail conforme à leurs inclinations, leurs capacités, leur formation et leur éducation, en tenant compte des besoins de la société.
Ce droit est garanti par le système économique socialiste, la croissance soutenue des forces productives, la formation technique et professionnelle gratuite, l'amélioration des compétences, la formation à de nouveaux métiers ou professions, et le développement des systèmes d'orientation professionnelle et de placement du travail. »
La durée du chômage est extrêmement courte en URSS, durant en moyenne 3 semaines (contre 3 mois pour les actuels États-Unis et 13 mois pour l'actuelle France). L'absence de travail est par ailleurs associée à du parasitisme, ainsi une inactivité injustifiée ou un chômage prolongé peuvent impliquer des peines de prison.
La mobilité des travailleurs est extrêmement rapide : chaque année 20 % des effectifs du monde industriel changent d'emploi, ce taux monte de 50 à 65 % pour la tranche d'âge de 20 à 25 ans.

### Rémunérations
Le Comité d'État décidait des barèmes de rémunération.
Tableau des revenus moyens par catégorie sociale en 1970 :
(revenu moyen = 100)
| Directeurs, Cadres Supérieurs | 136 |
| Techniciens, Spécialistes     | 146 |
| Employés                      | 81  |
| Ouvriers industriels          | 107 |
| Travailleurs du bâtiment      | 123 |
| Ouvriers agricoles (sovkhoze) | 81  |
| Paysans kolkhoziens           | 59  |

Légalement, la retraite des travailleurs était fixée à 60 ans pour les hommes et 55 ans pour les femmes. En 1955 les travailleurs bénéficiaient en moyenne de 18 jours de congé, contre 21 en 1877.
De 1960 à 1980, la rémunération moyenne des salariés a augmenté de 111 %.
Les syndicats n'avaient pas le pouvoir de négocier les rémunérations. Leur rôle était plutôt d'ordre administratif et culturel. Il s'occupait entre autres de la gestion de la sécurité sociale.
Les inégalités salariales sont considérablement réduites après la révolution mais reprennent leur hausse à partir des années 1930. Sous Nikita Khrouchtchev, les écarts de salaire ont tendance à reculer de nouveau.
Selon la Banque mondiale, le cœfficient de Gini — mesurant les inégalités— s’élevait en 1988 à 0,24 en URSS. En 1993, le chiffre est de 0,48.

### Structure sociale
La prolétarisation des masses paysannes a accéléré à partir de la fin de la NEP, en raison de l'industrialisation rapide. L'urbanisation fut très intense dans les premières décennies de l'époque stalinienne.
Structure de la population active (%):
|             | 1940 | 1973 |
| Industrie   | 23   | 37   |
| Agriculture | 54   | 26   |
| Services    | 13   | 37   |

Le taux d’activité des femmes s’élève à 84 % en 1989, soit l’un des plus élevés au monde. Une certaine polarisation s'effectue toutefois entre les secteurs à domination masculine et féminine. Ainsi, en 1970, elles représentent 75 % du corps enseignant, des médecins et des dentistes, et 63 % des employés de bureaux.  

## Le commerce international
Largement auto-suffisante, l'URSS commerçait peu par rapport à sa force économique, les constructions sous licence de biens tels de voitures et camions Ford ou de moteurs d'avions français dans les années 1920/1930 ont permis à l'URSS de rattraper une partie de son retard avec l'Occident. Les relations économiques entre l'Union soviétique et l'Allemagne nazie permit de fournir entre un et deux tiers des machines-outils nécessaires à l'industrialisation du pays tandis que Berlin recevait des stocks de matières premières et de céréales permettant le réarmement du Troisième Reich.
Le commerce avec les pays extérieurs au « bloc communiste »  augmenta dans les années 1970, alors que le gouvernement cherchait à compenser les faiblesses de la production domestique grâce aux importations ; le monde occidental tentant d'éviter que ses technologies puissent alimenter l'industrie de l'armement avec, entre autres, le Comité de coordination pour le contrôle multilatéral des exportations. Pour cela, elle développa une marine de commerce qui passe de, 1956 à 1976, 26e au 6e rang mondial. L’effort perdurait en la matière jusqu’en 1981 et en 1983, elle est en nombre de bâtiments la 5e au monde et grâce au dumping, elle concurrence fortement ses équivalents occidentaux. En 1976, l’URSS possède un tiers de la flotte mondiale de pêche grâce à des efforts entrepris à partir de 1959.
Le Comecon fut créé le 25 janvier 1949, en réponse au lancement du plan Marshall, entre l’URSS et cinq pays de l’Europe de l’Est (Bulgarie, Hongrie, Pologne, Roumanie et Tchécoslovaquie). La même année, l’Albanie rejoignit l’organisation, pour la quitter de fait en 1961. La RDA est devenue membre en 1950, après avoir accédé au statut d’État ; l’entrée, en 1962, de la Mongolie, en 1972, de Cuba et, en 1978, du Viêt Nam ouvrait le Comecon à des membres non européens.
De manière générale, les hydrocarbures, les métaux, et le bois étaient exportés. Les machines, les biens de consommation et parfois les céréales étaient importés. Dans les années 1980, le commerce avec les membres du Comecon comptaient pour la moitié du volume commercial. 
Dans les années 1980, l'URSS était pleinement intégrée au marché mondial et en subit les oscillations. En particulier la baisse des cours des hydrocarbures eut une forte incidence sur la crise de 1989. L'URSS était entrée dans un cercle vicieux pour le système : incapable de produire des biens de consommation convenables, elle les importait d'Occident qu'elle devait payer en dollars, monnaie qu'elle devait se procurer notamment en exportant son pétrole vers le « camp capitaliste ». Cette dépendance était au contraire très forte pour les pays est-européens (entre 10 % et 20 % de leur commerce total).
Commerce de l'URSS avec les pays du « camp capitaliste » (indice 100 en 1965):
| 1965 | 100 |
| 1974 | 418 |

## La politique monétaire

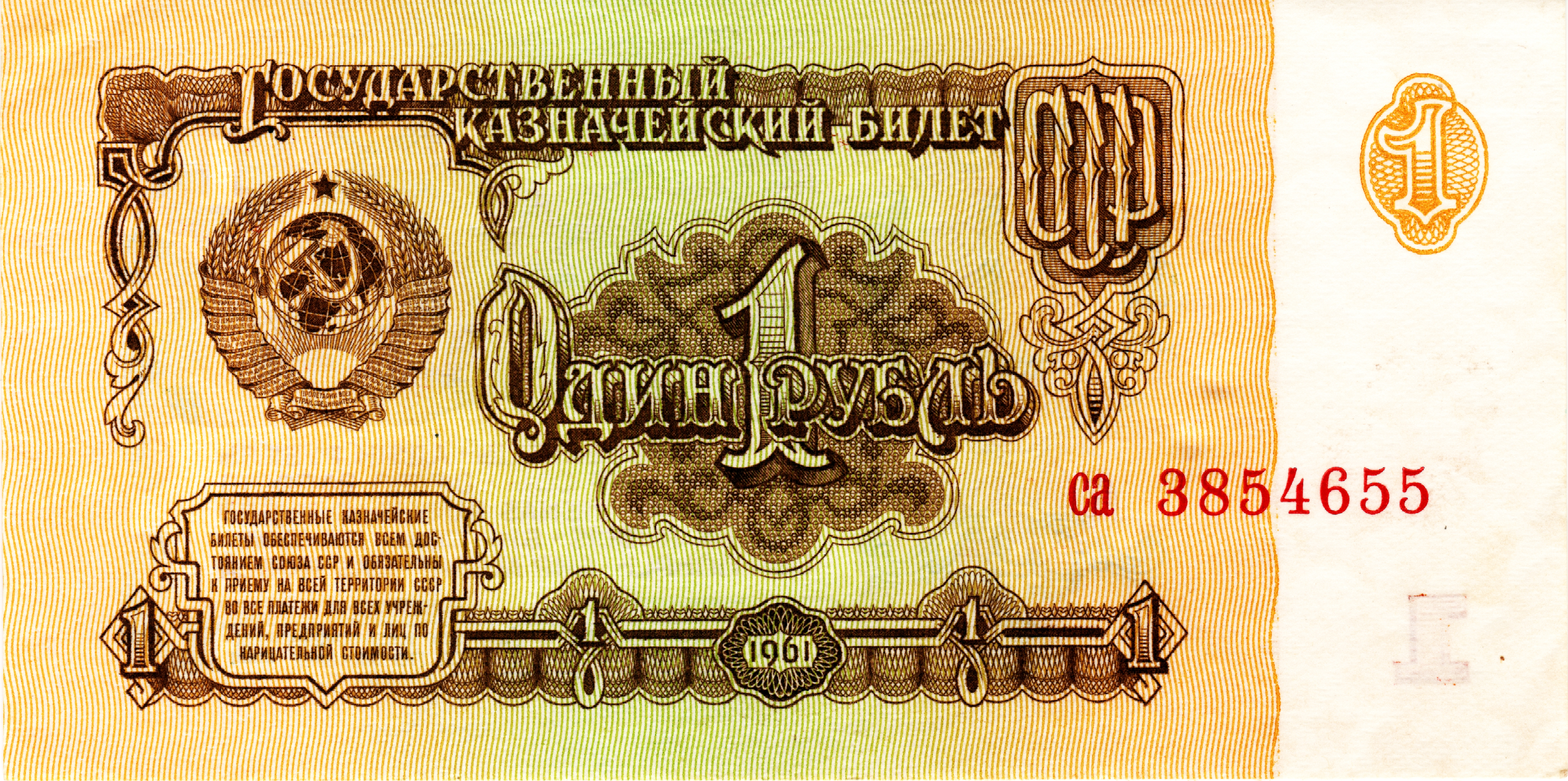
Rouble soviétique de 1961 (recto)

La devise d'URSS (le rouble) était non convertible en 1932 (lorsque le commerce en « tchervonets » convertibles en or, introduit par Lénine dans les années de la NEP, fut suspendu) jusqu'à la fin des années 1980. Il était impossible (pour les citoyens et les entreprises d'État) d'acheter ou de vendre librement des devises étrangères bien que le taux de change soit fixé (à un niveau artificiellement élevé) et publié régulièrement.
Acheter ou vendre des devises sur le marché noir était un crime grave jusqu'aux années 1980. Les individus payés de l'étranger devaient normalement dépenser leurs devises dans une chaîne de magasins d'État (« Beryezka ») où les devises étrangères étaient acceptées. Lorsque la conversion libre du rouble fut autorisée, le taux de change dégringola de sa valeur officielle d'un facteur 10.
Sur le marché monétaire mondial, le rouble n'a jamais concurrencé le dollar. La faiblesse du rouble était le reflet de la relative faiblesse économique de l'URSS.
Dans l'ensemble, le système bancaire était hautement centralisé et contrôlé par une unique banque d'État, la Gosbank, responsable de l'accomplissement des plans économiques du gouvernement. Le système bancaire soviétique fournissait des crédits de court terme aux entreprises d'État et participait au contrôle nécessaire à la planification.

## Évolution de l'économie soviétique

Graphique montrant de 1950 à 1989 le PNB de l'URSS, de l'Europe de l'Ouest et de l'Europe de l'Est en % par rapport à celui des États-Unis.

En 1928, l'économie soviétique n'avait pas encore retrouvé le niveau de richesse de la Russie impériale de 1913.
À partir de 1928, au prix d'un effort d'investissement colossal, les plans quinquennaux construisirent rapidement une base d'industrie lourde dans une économie principalement agraire sans attendre l’accumulation du capital à travers l’expansion de l'industrie légère, et sans dépendre du financement extérieur. Le pays devient industrialisé à un rythme extrêmement rapide, surpassant peut-être le rythme de l'Allemagne au XIXe siècle et le Japon au début du XXe siècle.
Après la reconstruction de l'économie (après les destructions causées par la Guerre civile), et après la réussite des plans initiaux, la croissance ralentit, mais dépassait généralement encore la plupart des autres pays en termes de production matérielle globale (PNB) jusqu'à la période de la stagnation brejnévienne dans la seconde moitié des années 1970. L'industrialisation arriva avec l'extension des services médicaux, ce qui augmenta la productivité du travail. Des campagnes de soin furent menées contre le typhus, le choléra, et la malaria. Le nombre de médecins augmenta aussi rapidement que les infrastructures et l'instruction le permirent. Le taux de mortalité général et la mortalité infantile décrurent régulièrement, jusqu'au début des années 1970.
La planification économique stalinienne conduisit à une croissance élevée pendant les années 1930, la mobilisation de la période de la Seconde Guerre mondiale, et pendant les deux premières décennies de l'après-guerre. L'économie soviétique devint la deuxième plus grande en termes de volume de production après celle des États-Unis. L'URSS devint le plus grand producteur mondial de pétrole, charbon, minerai de fer, ciment, et acier. Elle était un des plus grands producteurs de manganèse, or, gaz naturel et d'autres minerais.
En 1950, le PIB américain est de 1 455 milliards de dollars Geary-Khamis dit dollars internationaux soit 27,3 % du PIB mondial, le suivant le plus proche est l'Union soviétique qui avec 510 milliards de dollars produit 9,6 % du PIB mondial.
La croissance déclina dans les années 1960. La prolétarisation des paysans se terminait. La découverte de nouveaux gisements de matières premières était plus rare. Cependant les ministères de planification ne relâchèrent pas leur contrôle sur le niveau des entreprises alors que l'économie connut une stagnation prolongée dans les années 1970 et 1980. En 1970, le PNB est de 1 513 milliards dollars internationaux soit 9,4 % du PIB mondial.
La nouvelle ligne politique s’orienta vers une « croissance intensive », c’est-à-dire une augmentation de la productivité du travail, mais sans jamais atteindre de résultat probant dans ce domaine.
Les statistiques impressionnantes de production ne reflétèrent jamais une amélioration comparable du niveau de vie de la population, du fait des pénuries, le secteur de la consommation demeurant toujours secondaire. En effet, il faut attendre une dizaine d'années pour recevoir une voiture qu'on a commandée, quand on a les moyens d'en acheter une. Le poids politique et économique du complexe militaro-industriel faisait que ce secteur restait prioritaire.

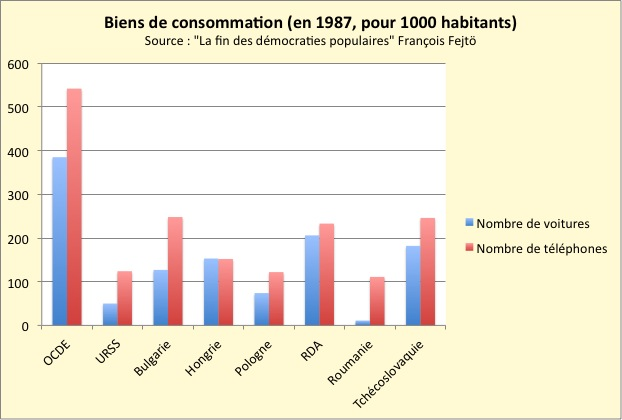
Nombre de voitures et de téléphones pour 1000 hab. dans les pays européens du Comecom et la moyenne de ceux-ci dans l'OCDE en 1987.

Une fois épuisés les gains de production rendus possibles par la mobilisation des ressources, l'économie planifiée soviétique n'était pas à même de répondre aux exigences d'une économie moderne et complexe.
Alors que l'économie croissait, le volume de décisions à prendre par les planificateurs de Moscou devint énorme. Les lourdes procédures de l'administration bureaucratique ne permettaient pas de communication libre et une réponse flexible requises au niveau des entreprises pour gérer les revendications salariales, l'innovation, les clients et les fournisseurs.
En 1994, le conseiller scientifique de Gorbatchev, Roald Sagdeev, écrivit que l'URSS avait un retard de 15 ans sur les standards occidentaux concernant l'électronique, le meilleur indicateur étant l'absence de superordinateur conçus et fabriqués localement malgré l'énorme espionnage effectué à l'étranger par les services de renseignement soviétiques.
Les problèmes économiques de l'URSS furent un des facteurs qui provoquèrent son éclatement, en 1991.
Depuis la dissolution de l’URSS, presque toutes les 15 anciennes républiques soviétiques abolirent la planification centralisée et la propriété d’État, avec des résultats mitigés.
En Russie, le pouvoir mène entre décembre 1992 et juin 1994 une campagne de privatisations massive. Quelque seize mille cinq cents entreprises, employant les deux tiers de la main-d’œuvre industrielle, sont mises en vente par l’émission de bons pour achat d’actions. D'après l'universitaire Gail Lapidus, cette vague de privatisations « avait pour particularité de mettre la plupart des propriétés privatisables les plus précieuses hors de portée de la plupart des Russes », ce qui permet la création d’un petit groupe d’oligarques du secteur de l’énergie.

## Les plans quinquennaux
- Ier plan : 1928-1932
- IIe plan : 1933-1937
- IIIe plan : 1938-1941, interrompu par l'invasion de l'Union soviétique le 22 juin 1941
- IVe plan : 1946-1950
- Ve plan : 1951-1955
- VIe plan : 1956-1957
- VIIe plan : 1958-1965, seul plan septennal
- VIIIe plan : 1966-1970
- IXe plan : 1971-1975
- Xe plan : 1976-1980